# Квали
Квали (груз. კვალი «след», «борозда») — еженедельная политическая, научная и литературная газета социал-демократического направления. Выходила в Тифлисе на грузинском языке в 1892—1904.

## История
Газета была основана в 1892 году Анастасией Церетели и Георгием Церетели. Первоначально редактировалась Георгием Церетели и не имела выраженного политического направления, в основном выделялась критикой круга Чавчавадзе и его газеты «Иверия» и покровительственным отношением к социал-демократической молодёжи. В 1894 году Церетели опубликовал в газете речь Сильвестра Джибладзе, посвящённую памяти Ниношвили. Поражённый читательским впечатлением от речи, Церетели назвал революционную молодёжь «Третьей группой» (Месаме даси) и это название закрепилось.
В 1896 году газета опубликовала стихотворение юного Иосифа Сталина «Старец Ниника».
В конце 1897 года после переговоров с Анастасией Церетели и Георгием Церетели, владевшими газетой, редактором «Квали» стал Ной Жордания, первый номер газеты под его редакцией вышел в январе 1898 года.
Под руководством Жордания газета стала одним из первых легальных марксистских изданий в Российской империи. Жордания проводил осторожную редакционную политику, полностью соответствовал требованиям цензуры, однако при этом регулярно писал на острые социальные темы: о крестьянском вопросе, народном образовании и положении рабочих. Газета набрала популярность среди простых людей, но поднимаемые темы привели к охлаждению отношений между кругом общения Квали и массой старой интеллигенции группировавшейся вокруг Чавчавадзе и газеты «Иверия». В 1901 году, после смерти Георгия Церетели Ной Жордания стал собственником газеты, выкупив её у Анастасии Церетели.
Газета Квали сыграла важную роль в распространении социал-демократических идей во время Гурийской республики (1902—1906). Из-за оппозиционности газета была запрещена российскими властями в 1904 году. Ей на смену пришёл еженедельник «Могзаури» (груз. მოგზაური, «Путник»).